# Heinrich Adrian Müller
Heinrich Adrian Müller, ab 1661 Müller von Morien (* 31. August 1636 in Lübeck; † 29. Dezember 1706 ebenda) war ein deutscher Gutsbesitzer, kaiserlicher Minister im Niedersächsischen Reichskreis und kaiserlicher Resident in Lübeck.

## Leben und Wirken
Müller war der älteste Sohn des Kaufmanns Adrian Müller und dessen zweiter Frau Elisabeth, einer Tochter des Lübecker Bürgermeisters Heinrich Köhler. Er wuchs auf dem vom Vater erworbenen Lübeckischen Gut Mori (heute Ortsteil von Stockelsdorf) auf und war acht Jahre alt, als sein Vater 1644 starb. Seine Mutter, die zeitlebens im Besitz des Vermögens ihres Mannes blieb, sorgte für eine gute Erziehung und sandte ihn 1656 auf die Universität Helmstedt. Anschließend unternahm er ausgedehnte und zuweilen abenteuerliche Reisen durch Deutschland, Italien, Frankreich und England, wobei er sich an einigen Orten, vor allem in Wien und in Paris länger aufhielt. Vermutlich in Wien ist er zur römisch-katholischen Kirche konvertiert. Erst 1661 kehrte er endgültig nach Lübeck zurück. Bald darauf starb seine Mutter. Müller übernahm die Verwaltung des Gutes Mori und kaufte einen Teil von Groß Steinrade hinzu. Mit kaiserlichem Diplom wurden Heinrich Adrian und sein jüngerer Bruder Gottfried Andreas Müller 1661 als Müller von Morien durch Kaiser Leopold I. in den Reichsadelstand erhoben.
1663 heiratete er Magdalena Dorothea von Wickede, eine Tochter des Bürgermeisters Gottschalk von Wickede. Die Trauung wurde nach lutherischem Ritus vom Pastor von Rensefeld, wohin Mori eingepfarrt war,  vollzogen. Auch die Kinder wurden lutherisch getauft, und Müller richtete in Mori wegen der großen Entfernung des Gutes vom Kirchdorf Rensefeld zu Ostern 1663 eine protestantische Schule ein und erbaute eine Kapelle, in der der Lehrer an Sonntagen und Festtagen predigen sollte. Diese Einrichtungen wurden von König Christian V. in seiner Eigenschaft als Inhaber des Landesherrlichen Kirchenregiments bestätigt. Die Kapelle bestand bis ins 19. Jahrhundert.
Müller gehörte zu denjenigen Angehörigen der Lübecker Oberschicht, die außerhalb der Lübecker Landwehr Land besaßen und dort (zunftfreies) Gewerbe ansiedelten, was den Zorn der Handwerksämter in  der Stadt hervorrief. 1663 kam es deshalb zu Ausschreitungen gegen die sogenannten Bönhasen und deren Förderer, in deren Verlauf auch Mori verwüstet wurde. Im Zuge dieser Unruhen, die 1665 zum Kassarezess führten, klagten die Landbesitzer gegen die Bürgerlichen Kollegien und den Rat beim Reichshofgericht und unterstellten sich 1666 unter Führung von Gotthard von Höveln dem Schutz des dänischen Königs Friedrich III. als Herrn über Holstein.
1678 ernannte Kaiser Leopold I. Kerckring zum kaiserlichen Residenten in seiner Reichsstadt Lübeck, ein Amt, das vor ihm lediglich Diedrich von Brömbsen (1613–1671) von 1654 bis 1666 innegehabt hatte. Diese Berufung verlieh Müller diplomatische Immunität und half ihm, sich für die in der Stadt lebenden Katholiken einzusetzen, für deren Religionsausübung er kaiserliche Dekrete erwirkte. 1678 ließ er „das Kind eines papistischen Soldaten“ in seinem Haus durch einen Pater katholisch taufen. Dies war die erste katholische Taufe in der Stadt außerhalb des Dombezirks nach der Reformation, was zu entsprechendem Aufsehen führte.
Müller starb 1706 und wurde in der Aegidienkirche begraben, vermutlich in der Vorraden- oder Calven-Kapelle, zu deren Renovierung er als Gutsherr von Mori 1698 ein Drittel beigetragen hatte. Mori vererbte er nicht auf seine Kinder, sondern an Anna Catharina, die Tochter des Bürgermeisters Anton Köhler, ein Bruders seines Großvaters Heinrich Köhler. Durch sie kam das Gut an ihren Ehemann Alexander von Lüneburg († 1715).
Der Posten eines kaiserlichen Residenten in Lübeck wurde nicht wieder besetzt.

## Schriften
- Kurtze Vorstellung der Wahrheit/ Gegen eine unwahrhaffte außgesprengete Schrifft/ Genandt Lübeckische Richterliche Hauß-Suchung, 1695